# Seychelles National Party
Die Seychelles National Party (SNP) ist eine politische Partei des liberalen Spektrums in den Seychellen. In ihrer Politik wird die aktive Vielparteien-Demokratie, Respekt für die Menschenrechte und liberale Wirtschaftsreformen betont. Die Partei wurde gegründet als Antwort auf das so genannte „totalitäre Regime“ des ehemaligen Präsidenten France-Albert René. Der Partei-Newsletter Regar wird häufig von Regierungsbeamten mit Verleumdungsklagen überzogen. Auf dem Titelblatt von Regar wird jeweils ein Zitat aus der Verfassung der Seychellen abgedruckt, wodurch auf das Recht der Freien Rede und das Recht auf Freiheit der Freien Meinungsäußerung hingewiesen werden soll.

## Geschichte
Die SNP entstand 1994 aus dem Zusammenschluss von drei eigenständigen Oppositionsparteien: Seychelles National Movement (Gérard Hoarau), National Alliance Party (Philippe Boullé) und Parti Seselwa (Wavel Ramkalawan).
Ramkalawan, ein Anglikanischer Priester, ist gegenwärtig der Führer der SNP. Er gewann 2001 in den Präsidentschaftswahlen 44,9 % der Stimmen, nach René (54,2 %) und vor Boullé (0,9 %). Bei den Parlamentswahlen im Dezember 2002, gewann die SNP 42,6 % der Stimmen und 11 Sitze von den 34 Sitzen im Parlament. Sieben Parteimitglieder wurden direkt gewählt und vier wurden durch Proporzwahl gewählt.
In den Präsidentschaftswahlen im Juli/August 2006 errang James Michel der Seychelles People’s Progressive Front (SPPF) 54 % der Stimmen und Wavel Ramkalawan nur 46 %. In den letzten Präsidentschaftswahlen im Dezember 2015 erreichte die SNP nur 35 % der Stimmen in der ersten Runde. Sie schloss sich mit anderen kleineren politischen Parteien unter dem Banner Union for Change (Einheit für Veränderung) zusammen um in der zweiten Runde der Präsidentschaftswahlen anzutreten. Die Union erreichte 49,85 % der Stimmen, wodurch der amtierende Präsident James Michel nur einen hauchdünnen Wahlsieg behaupten konnte.

## Wahlgeschichte

### Präsidentschaftswahlen
| Wahl | Kandidat         | Stimmen     | %           | Stimmen      | %            | Ergebnis |
| Wahl | Kandidat         | Erste Runde | Erste Runde | Zweite Runde | Zweite Runde | Ergebnis |
| ---- | ---------------- | ----------- | ----------- | ------------ | ------------ | -------- |
| 1998 | Wavel Ramkalawan | 9,098       | 19,5 %      | -            | -            | verloren |
| 2001 | Wavel Ramkalawan | 22,581      | 44,9 %      | -            | -            | verloren |
| 2006 | Wavel Ramkalawan | 25,626      | 45,71 %     | -            | -            | verloren |
| 2011 | Wavel Ramkalawan | 23,878      | 41,43 %     | -            | -            | verloren |
| 2015 | Wavel Ramkalawan | 21,391      | 35,33 %     | 31,319       | 49,85 %      | verloren |

## Persönlichkeiten
- Norbert Loizeau